# Янг, Джеймс (футболист, 1882)
Дже́ймс Янг (англ. James Young; 10 января 1882, Килмарнок, Айршир — 4 сентября 1922, Hurlford) — шотландский футболист, играл на позиции полузащитника.

## Биография

### Клубная карьера
В начале карьеры играл за «Барроу» и «Бристоль Роверс». 1 мая 1903 года Янг перешёл в «Селтик» в качестве свободного агента. Дебютировал в новой команде 16 мая 1903 года в матче с «Хибернианом» (0:0). Всего в составе «кельтов» Янг сыграл во всех турнирах 443 матча и забил 13 голов. За эти годы «Селтик» выиграл 10 чемпионских титулов, 6 Кубков Шотландии и 7 Кубков Глазго.
30 сентября 1916 года в матче с «Хартсом» получил тяжёлую травму колена, когда находился на скамейке запасных. Он провёл в больнице четыре месяца и больше не играл. В мае 1917 года объявил о завершении игровой карьеры.

### Карьера в сборной
17 марта 1906 года сыграл единственный матч за сборную Шотландии, дебютировав против Северной Ирландии — Шотландия выиграла со счётом 1:0.

### Смерть
Трагически погиб 4 сентября 1922 года в возрасте 40 лет, когда мотоцикл под его управлением врезался в трамвай.

## Достижения
«Селтик»
- Чемпион Шотландии (10): 1904/05, 1905/06, 1906/07, 1907/08, 1908/09, 1909/10, 1913/14, 1914/15, 1915/16, 1916/17
- Обладатель Кубка Шотландии (5): 1903/04, 1906/07, 1907/08, 1910/11, 1911/12
- Обладатель Кубка Глазго (7): 1905, 1906, 1907, 1908, 1910, 1916, 1917